# Grote of Sint-Vituskerk (Naarden)
De Grote of Sint-Vituskerk is een laatgotische kruisbasiliek in de vesting van de Noord-Hollandse stad Naarden, in de gemeente Gooise Meren.

## Geschiedenis
Het oudste gedeelte van de kerk is de toren, een overblijfsel van een voorloper van de huidige kerk, die tussen 1380 en 1440 werd gebouwd. De huidige kruisbasiliek met kooromgang en opvallend lage dwarsbeuken was het resultaat van een uitbreiding tussen 1455 en 1518, een periode waarin de kerk tweemaal (1468 en 1481) werd verwoest door brand.

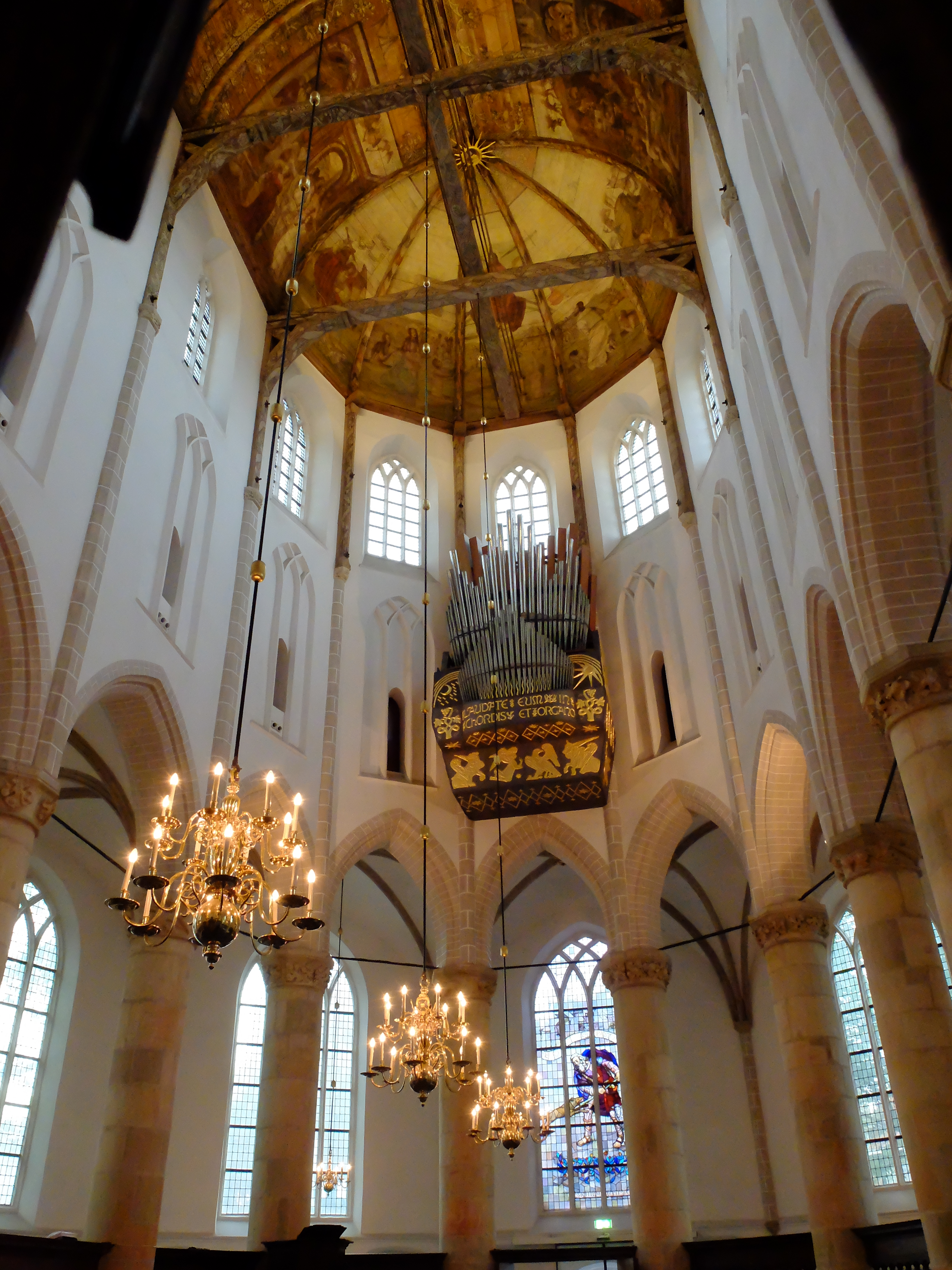
Interieur

De zijbeuken hebben stenen gewelven, maar het middenschip is gedekt door een eikenhouten tongewelf, dat tussen 1510 en 1518 is beschilderd met Bijbelse voorstellingen: aan de noordzijde nieuwtestamentische en aan de zuidzijde corresponderende oudtestamentische. In de apsis is het Laatste Oordeel afgebeeld.
Oorspronkelijke was de kerk gewijd aan Sint Vitus en een katholieke kerk. Nadien werd de kerk een protestantse kerk.
Uit de tijd voor de reformatie dateert ook het eikenhouten koorhek (1531) met renaissancesnijwerk.
Tijdens de inval van de Spanjaarden in december 1572 en het daarop volgende Bloedbad van Naarden is de Grote Kerk gespaard gebleven. Echter hadden de geuzen drie maanden eerder de beelden en altaren kapot geslagen. In 1574 komt de kerk in handen van de protestanten.
In 1673 werd de Grote Kerk door beschietingen van stadhouder Willem III, tijdens de Franse bezetting ernstig beschadigd.

## Orgel
De Grote Kerk had tot 1862 een laatgotisch kerkorgel, waarvan na de sloop alleen houten panelen bewaard zijn gebleven, die zich thans in het Rijksmuseum bevinden. C.G.F. Witte van de orgelbouwersfirma Bätz-Witte bouwde in 1862 het huidige orgel; de orgelkast ontwierp Hendrik Springer. Het koororgel dateert uit 1937 en is door Flentrop gebouwd.

## Huidig gebruik
De kerk is in beheer bij de Stichting Grote Kerk Naarden en wordt gebruikt voor de eredienst van de Protestantse Gemeente Naarden. Daarnaast vinden er evenementen en concerten plaats: De kerk geniet vooral bekendheid dankzij de jaarlijkse uitvoering van Bachs Matthäus-Passion door de Nederlandse Bachvereniging op Goede Vrijdag. Deze uitvoering is een aantal jaren op televisie uitgezonden door de Evangelische Omroep.

## Restauratie
De kerk heeft in 1967 tot 1978 een grondige restauratie gehad, hierbij is onder andere het tongewelf hersteld met zijn muurschilderingen. Echter is dit na circa 50 jaar weer toe aan een nieuwe restauratie.

## Klok
In de Tweede Wereldoorlog werd door de Duitsers de grote luidklok gevorderd en verwijderd voor hun oorlogsproductie, in 1949 is nadien van een afgietsel van de oude klok, de luidklok weer herplaatst.

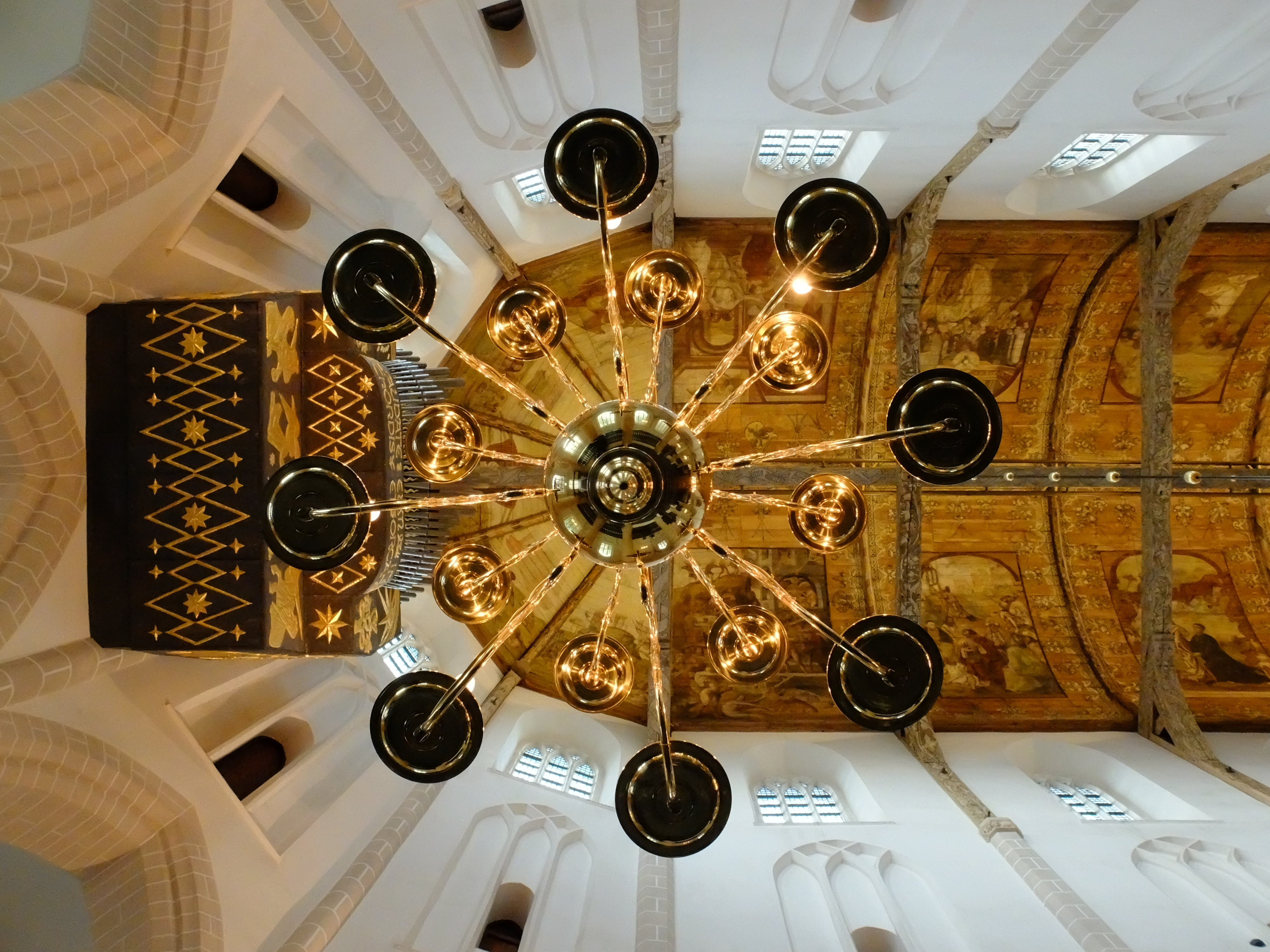
Grote Kerk Naarden interieur
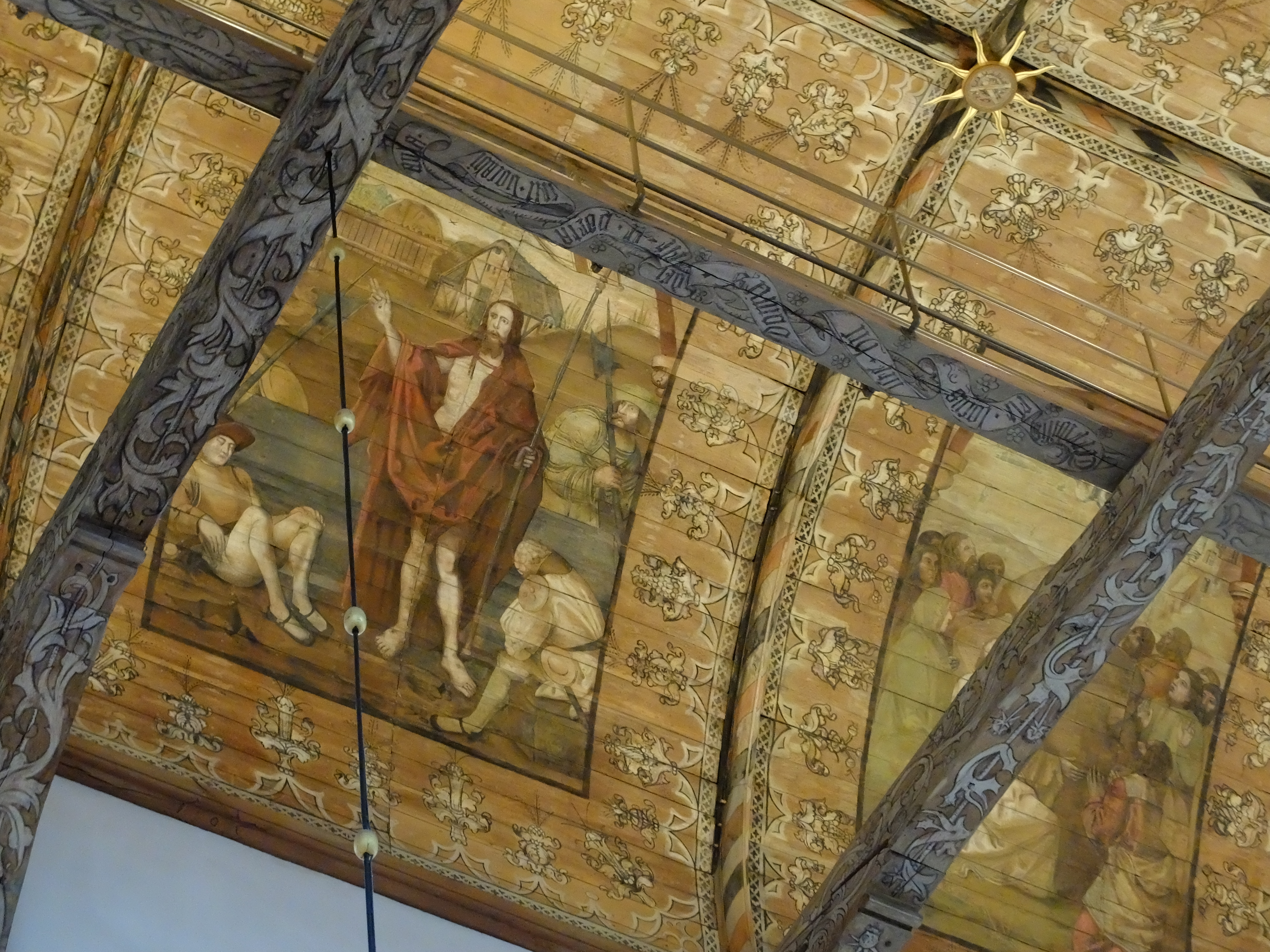
Grote Kerk Naarden interieur
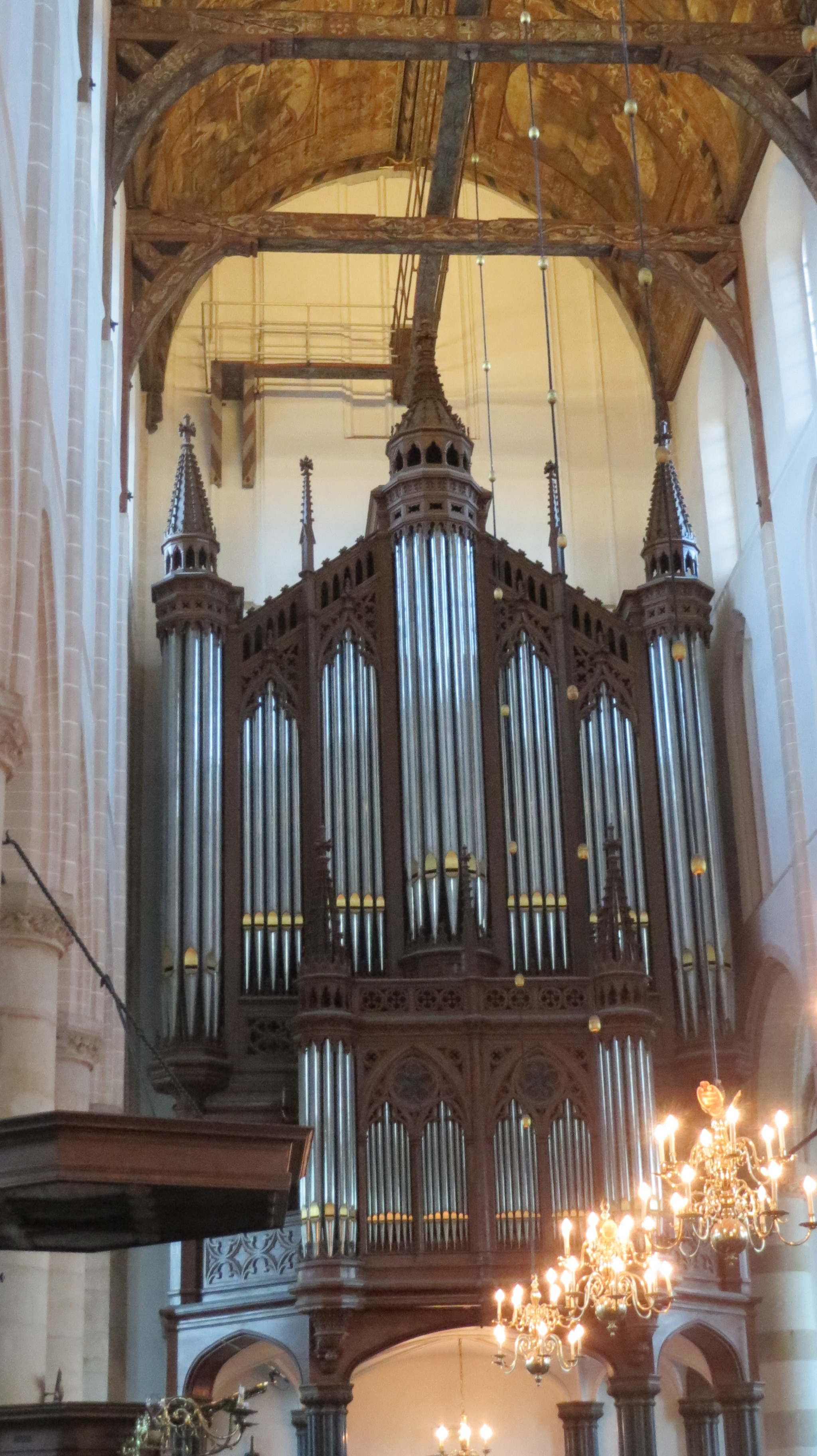
Witte Orgel Grote Kerk Naarden